# Cannington Manor Provincial Park
Cannington Manor Provincial Park är en park i Kanada.   Den ligger i provinsen Saskatchewan, i den sydöstra delen av landet, 2 000 km väster om huvudstaden Ottawa. Cannington Manor Provincial Park ligger 670 meter över havet.
Terrängen runt Cannington Manor Provincial Park är platt. Trakten runt Cannington Manor Provincial Park är nära nog obefolkad, med mindre än två invånare per kvadratkilometer.. Närmaste större samhälle är Carlyle, 19,3 km sydväst om Cannington Manor Provincial Park. 
Trakten runt Cannington Manor Provincial Park består till största delen av jordbruksmark.